# Quiz Daisousa Sen: The Last Count Down
Quiz Daisousa Sen: The Last Count Down es un videojuego de quiz desarrollado y editado por SNK en 1991 para Neo-Geo MVS y Neo-Geo AES (NGM 023).